# Hirasea major
Hirasea major é uma espécie de gastrópode da família Endodontidae.
É endémica do Japão.